# Stazione di Battersea Park
La stazione di Battersea Park è una stazione ferroviaria situata nella tratta in comune della ferrovia Londra-Brighton e la ferrovia di Londra sud. L'impianto, che prende il nome dall'omonimo parco, vicino al quale sorge, è a servizio del quartiere di Battersea, nel borgo londinese di Wandsworth.

## Movimento
La stazione è servita da servizi ferroviari suburbani gestiti da Southern. Questi servizi utilizzano elettrotreni della Classe 377 e della Classe 378.
L'impianto è servito, inoltre, da un servizio limitato (cosiddetti "treni parlamentari") della linea East London della rete di London Overground. A causa del servizio molto limitato della rete di London Overground, Battersea Park non compare nelle mappe standard della metropolitana e della London Overground; appare, invece, in alcuni diagrammi delle linee all'interno dei treni in servizio sulla London Overground.

## Interscambi
La stazione consente l'interscambio con la stazione di Queenstown Road, sulla ferrovia Waterloo-Reading, e con la stazione di Battersea Power Station della linea Northern della rete metropolitana. La distanza tra le stazioni è rispettivamente di 260 m e di 500 m.
Nelle vicinanze della stazione effettuano fermata alcune linee automobilistiche urbane, gestite da London Buses.
- Stazione ferroviaria (Queenstown Road)
- Fermata metropolitana (Battersea Power Station, linea Northern)
- Fermata autobus